# Cairngorms
Die Cairngorms (engl. The Cairngorms oder Cairngorm Mountains, benannt nach dem Gipfel Cairn Gorm; schott.-gälisch: Am Monadh Ruadh, „das rote Gebirge“) ist eine Berggruppe der Grampian Mountains im Nordosten von Schottland.

## Übersicht
Fünf der zehn höchsten Berge Schottlands und Großbritanniens stehen dort, mit etlichen weiteren Gipfeln über 1000 m bilden die Cairngorms die größte hochgebirgsähnliche Berggruppe der gesamten britischen Inseln, obgleich die deutlich kleinere Ben-Nevis-Gruppe noch einige Meter höher ist. Höchste Erhebung mit 1309 m ist der Ben Macdui, zugleich zweithöchster Berg Schottlands und Großbritanniens.
In den Cairngorms entspringen der Fluss Dee sowie einige Zuflüsse des Spey, Namensgeber der Whisky-Region Speyside.
Der Cairngorms-Nationalpark, einer von zwei Nationalparks in Schottland, umfasst die zentralen Teile der Berggruppe zwischen Aviemore und Braemar.

## Tourismus
Beliebte Ausgangsorte von Touren in die Cairngorms sind die Orte Aviemore im Nordwesten, Pitlochry im Süden und Braemar im Tal des Dee. Die nächsten größeren Städte sind das nördlich gelegene Inverness, im Osten Aberdeen und südlich hinter Pitlochry Perth. In den Cairngorms befinden sich insgesamt 3 der 5 schottischen Skigebiete – Glenshee im Süden am Fuß des Glas Maol gelegen, Cairngorm im zentralen Teil an den Hängen des Cairn Gorm und The Lecht im Osten an einer kleinen Passstraße. Im Skigebiet Cairngorm dient die Standseilbahn Cairngorm als Aufstiegshilfe. Sie ist Großbritanniens höchstgelegene Bahn, in deren Bergstation sich auch das höchste Restaurant des Landes befindet.

## Berge
Wichtige Erhebungen (Munros) sind:
| Name                    | Höhe (m) | Lage im Bergmassiv |
| ----------------------- | -------- | ------------------ |
| Ben Macdui              | 1309     | Zentral            |
| Braeriach               | 1296     | Zentral            |
| Cairn Toul              | 1291     | Zentral            |
| Sgòr an Lochain Uaine   | 1258     | Zentral            |
| Cairn Gorm              | 1245     | Zentral            |
| Beinn a’ Bhùird         | 1197     | Östlich            |
| Beinn Mheadhoin         | 1182     | Zentral            |
| Ben Avon                | 1171     | Östlich            |
| Beinn Bhrotain          | 1157     | Zentral            |
| Derry Cairngorm         | 1155     | Zentral            |
| Lochnagar               | 1155     | Südlich            |
| Sgòr Gaoith             | 1118     | Westlich           |
| Glas Maol               | 1068     | Südlich            |
| The Devil’s Point       | 1004     | Zentral            |
| Mullach Clach a’ Bhlàir | 1019     | Westlich           |
| Mount Keen              | 939      | Südlich            |